# Elisabeth I (pel·lícula)
Elisabeth I és una pel·lícula britànico-estatunidenca dirigida per Tom Hooper, estrenada el 2005.

## Argument
Narra els últims anys de regnat d'Elisabet I d'Anglaterra (Helen Mirren). Als seus 60 anys, encara no té descendència i necessita casar-se amb un home de família real, a poder ser catòlic per a poder aliar-se amb els francesos i combatre els espanyols. L'Armada Invencible està a punt d'atacar Anglaterra.
Tots aquests contratemps els pot tirar endavant gràcies al seu company i amic Robert Dudley, El Comte de Leicester (Jeremy Irons).

## Repartiment
- Helen Mirren: Elisabet I d'Anglaterra
- Jeremy Irons: Robert Dudley
- Patrick Malahide: Sir Francis Walsingham
- Toby Jones: Robert Cecil
- Hugh Dancy: Robert Devereux
- Barbara Flynn: Maria I d'Escòcia
- Simon Woods: Gifford

## Rodatge
Pel·lícula rodada a Vílnius (Lituània).

## Premis i nominacions

### Premis
- 2006. Primetime Emmy a la millor minisèrie
- 2006. Primetime Emmy a la millor direcció per minisèrie, pel·lícula o especial dramàtic per Tom Hooper
- 2006. Primetime Emmy a la millor actriu per minisèrie o pel·lícula per Helen Mirren
- 2006. Primetime Emmy a la millor direcció artística per minisèrie o pel·lícula per Eve Stewart, Leon McCarthy i Sarah Whittle
- 2006. Primetime Emmy al millor càsting per minisèrie, pel·lícula o especial per Doreen Jones
- 2006. Primetime Emmy al millor actor secundari per minisèrie o pel·lícula per Jeremy Irons
- 2006. Primetime Emmy al millor vestuari per minisèrie, pel·lícula o especial per Mike O'Neill i Samantha Horn
- 2006. Primetime Emmy a la millor perruqueria per minisèrie, pel·lícula o especial per Fae Hammond i Sue Westwood
- 2006. Primetime Emmy a la millor edició d'una càmera per minisèrie o pel·lícula per Beverley Mills (part 1)
- 2007. Globus d'Or a la millor minisèrie o telefilm
- 2007. Globus d'Or a la millor actriu en minisèrie o telefilm per Helen Mirren
- 2007. Globus d'Or al millor actor secundari en minisèrie o telefilm per Jeremy Irons

### Nominacions
- 2006. Primetime Emmy al millor actor secundari per minisèrie o pel·lícula per Hugh Dancy
- 2006. Primetime Emmy al millor guió per minisèrie, pel·lícula o especial dramàtic per Nigel Williams
- 2006. Primetime Emmy a la millor edició d'una càmera per minisèrie o pel·lícula per Melanie Oliver (part 2)
- 2006. Primetime Emmy a la millor edició de so d'una càmera per minisèrie o pel·lícula per Ken Campbell i Paul Hamblin